# ノイブランデンブルク
座標: 北緯53度33分25秒 東経13度15分40秒 / 北緯53.55694度 東経13.26111度

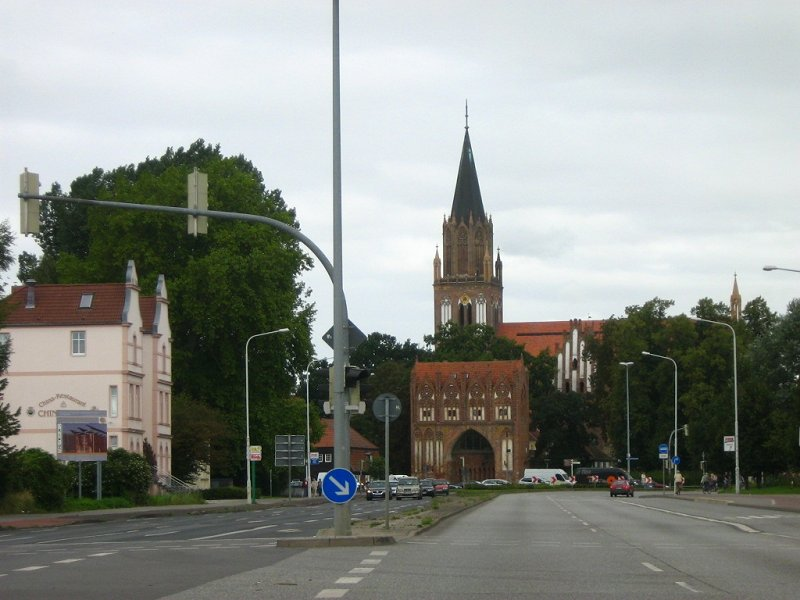
街の風景

ノイブランデンブルク（Neubrandenburg）は、ドイツ連邦共和国のメクレンブルク＝フォアポンメルン州メクレンブルギッシェ＝ゼーエンプラッテ郡に属する郡庁所在地。州内ではロストック、シュヴェリーンに続く第3の人口規模である。市の南西に位置するトレンゼ湖を抱える。街は"Brick Gothic"（レンガゴシック）の中世遺産が多いことで有名。7つの国にまたがっているEuropean Route of Brick Gothic（ヨーロッパ・レンガゴシックの道）にも属している。

## 歴史
この地域の最初の居住者は、1240年前後のプレモントレ修道会の修道士であった。当時のアスカーニエン家のブランデンブルク辺境伯は、自らの領土の北側一部に街を建設することを決定し、1248年に街が設立した。1292年に街とその周辺はメクレンブルクの一部となった。三十年戦争までの間、街は商業の中心地として繁栄した。スウェーデン王グスタフ2世アドルフの進軍の間、街にはスウェーデン軍が駐屯したが、1631年に神聖ローマ皇帝およびカトリック連盟の軍により奪還された。
東ドイツ時代はノイブランデンブルク県の県庁所在地となった。

## 姉妹都市
- グラッドサクセ、デンマーク
- フレンスブルク、ドイツ
- コシャリン、ポーランド
- コッレーニョ、イタリア
- ナザレ、イスラエル
- ヌヴェール、フランス
- ペトロザヴォーツク、ロシア
- ヴィルジュイフ、フランス
- 揚州市、中国

## 出身者
- ティム・ボロウスキ：サッカー選手

## 引用
1. ↑  Statistisches Amt M-V – Bevölkerungsstand der Kreise, Ämter und Gemeinden 2023 (XLS-Datei)